# Toninho do Diabo
Antônio Aparecido Firmino (nacido el 20 de septiembre de 1971 en Jundiaí), más conocido como Toninho do Diabo (Toninho del Diablo), es un supuesto religioso brasileño, que se identifica como un discípulo del diablo, y se hace llamar el Embajador de Lucifer en la tierra y por tanto es considerado por los medios de comunicación como uno de los grandes líderes satanistas del Brasil.
También es un cantante, compositor, actor, guionista, productor y director de películas en línea, así como líder del carnaval, siendo presidente de la escuela de samba Império do Vale do Sol.
Se hizo famoso en la década de 2000, cuando el videoclip de una de sus canciones más famosas, Las profecías de Brasil, fue presentado en la extinto programa de la MTV, peores clips del mundo, e hizo mucho más conocido por sucesso.
Desde entonces, se convirtió en un fenómeno mediático, al ser invitado a varios programas de TV, incluidos los debates junto con Óscar González Quevedo, Inri Cristo y otros líderes religiosos.